# Gemeiner Teppichhai

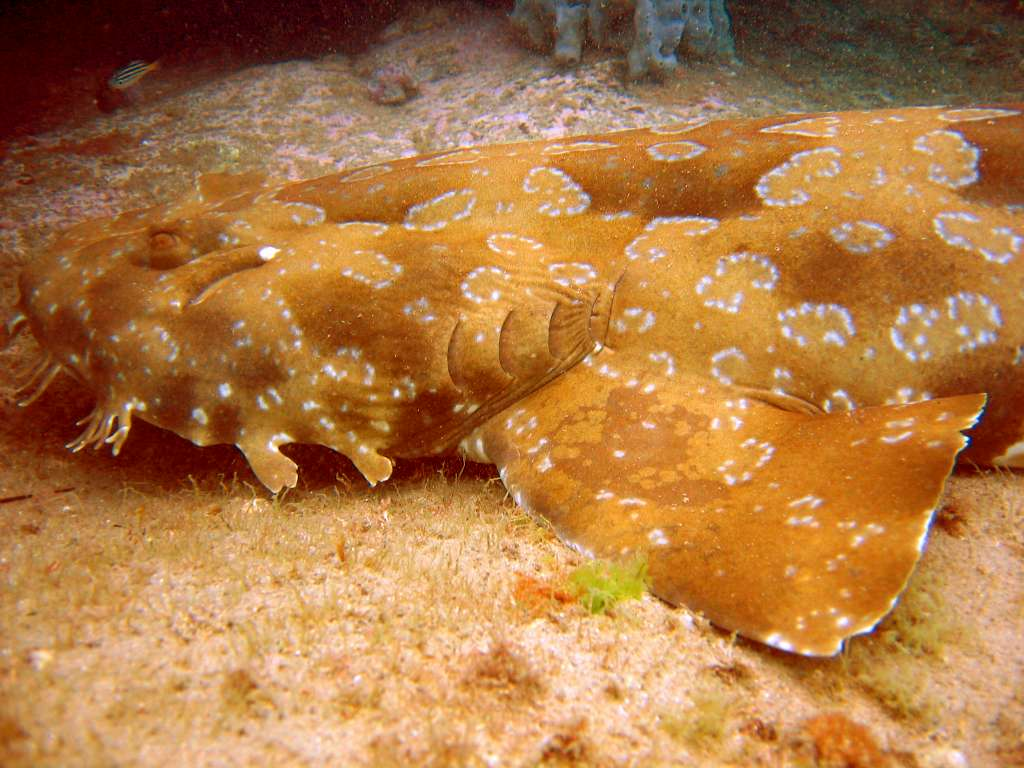
Gemeiner Teppichhai

Der Gemeine oder Gefleckte Teppichhai (Orectolobus maculatus), auch bekannt unter dem australischen Namen Wobbegong, ist eine Art aus der Familie der Teppichhaie (Orectolobidae). Er lebt an der Südküste Australiens und kann eine Körperlänge von über drei Metern erreichen.
Die Art wird allgemein trotz ihrer Größe als harmlos betrachtet; Bissunfälle kommen vor allem vor, wenn Badende oder Taucher auf die ruhig am Meeresboden liegenden Tiere treten. Regional besteht ein hoher Fischereidruck auf die Haie, so dass sie vor allem vor New South Wales als gefährdet betrachtet werden.

## Merkmale
Der Gemeine Teppichhai ist ein großer, bodenlebender Hai mit einer durchschnittlichen Länge von 1,50 bis 1,80 m, das bislang größte gemessene Individuum hatte eine Gesamtlänge von 3,60 m. Wie alle Teppichhaie besitzt er einen sehr breiten, abgeflachten Körper mit breitem Kopf und einem großen, endständigen Maul.
Die Grundfarbe ist beige-grünlich bzw. gelblich-braun und er ist über den gesamten Körper mit großen dunklen Sattelflecken und hell umrandeten rundlichen Flecken gezeichnet. Dieses reiche Körpermuster stellt eine Tarnfärbung dar, die in seinem natürlichen Lebensraum dazu führt, dass das Tier optisch mit dem Fels- und Korallenboden verschwimmt. Die beiden Rückenflossen liegen sehr weit hinten, wodurch der Beginn der ersten Rückenflosse über den Bauchflossen liegt. Brust- und Bauchflossen sind sehr groß und breit ausgebildet.
Am unteren Rand der Oberlippe, unter Nase und Augen, besitzt der Hai beiderseits sechs bis zehn verästelte Hautlappen sowie lange Barteln. Die Mundöffnung liegt weit vorn am Kopf vor den Augen. Der Hai besitzt im Oberkiefer zwei und im Unterkiefer drei Reihen spitzer Fangzähne. Die Tiere haben beiderseits je ein sehr großes Spritzloch hinter den Augen sowie 5 Kiemenspalten vor dem Ansatz der Brustflossen.

## Verbreitung und Lebensraum

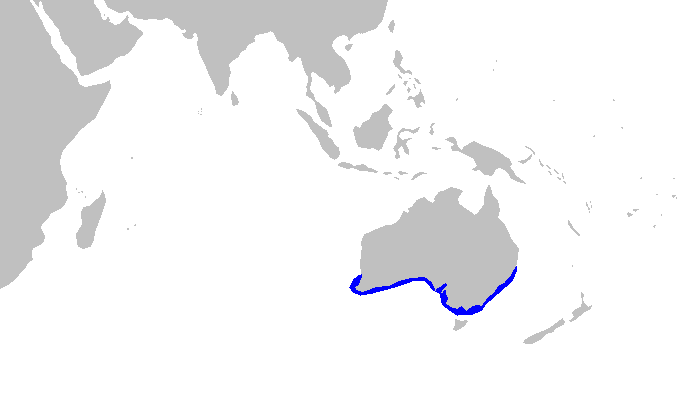
Verbreitungsgebiet des Gemeinen Teppichhais

Das Verbreitungsgebiet des Gemeinen Teppichhais liegt vor der westlichen und südlichen Küste Australiens von der Region nördlich von Fremantle in Western Australia entlang der gesamten Südküste des Kontinents bis zur Moretoninsel im südlichen Queensland. Gelegentlich werden auch das Südchinesische Meer und die Küsten Japans als Verbreitungsgebiet angegeben; dabei handelt es sich jedoch mit sehr hoher Sicherheit um Verwechslungen mit anderen, nahe verwandten Arten. Es ist entsprechend davon auszugehen, dass der Gemeine Teppichhai eine endemische Art der australischen Küste ist.
In den flachen und ufernahen tropischen bis gemäßigten Küstengebieten, in der Gezeitenzone und dem flachen Kontinentalschelf ist der Gemeine Teppichhai eine häufig anzutreffende Art. Er kann jedoch auch bis in Meerestiefen bis zu 110 m vorkommen. Dabei bevorzugt er Korallen- und Felsregionen sowie sandige Untergründe. Die Jungtiere leben zudem häufig in Ästuaren oder Seegraswiesen. Tagsüber findet man ihn in Höhlen oder unter Felsvorsprüngen.
Mit Ausnahme des Japanischen Teppichhais (O. japonicus), der an den Küsten Japans und Südostasiens anzutreffen ist, leben alle Arten der Gattung in den Küstengewässern Australiens. Der Ornamentierte Teppichhai (O. ornatus) kommt im gesamten Verbreitungsgebiet dieser Art ebenfalls vor, beide Arten sind entsprechend sympatrisch. Vor der Westküste Australiens überschneidet sich das Verbreitungsgebiet zudem mit dem Westlichen Teppichhai (O. hutchinsi).

## Lebensweise
Der Gemeine Teppichhai ist tagsüber weitestgehend inaktiv und liegt auf felsigem Untergrund oder Korallenriffen als Lauerjäger oder befindet sich einzeln oder in Gruppen in Höhlen, Spalten oder auch in Schiffswracks. Seine Hauptaktivitätsphasen liegen in der Nacht, wenn er aktiv nach Nahrung sucht und sich schwimmend über den Meeresboden bewegt. Anders als Vertreter nahe verwandter Familien wie etwa die Bambushaie (Hemiscylliidae) nutzen die Teppichhaie allerdings nicht ihre Brustflossen, um über den Meeresboden zu laufen, sondern schwimmen mit seitlichen Wellenbewegungen. Diese Schwimmtechnik nutzen sie auch in extrem seichtem Wasser an der Küste, wenn sie sich von einem Gezeitentümpel zum nächsten begeben und dabei teilweise auch fast vollständig aus dem Wasser kommen.

### Ernährung, Fressfeinde und Parasiten
Der Gemeine Teppichhai ernährt sich vor allem von bodenlebenden wirbellosen Tieren wie Krebsen, Kalmaren und Kraken. Er jagt jedoch auch riffbewohnende Knochenfische wie Skorpionfische, Säge- und Steuerbarsche sowie Rochen und andere Grundhaie, darunter auch Artgenossen und andere Teppichhaie.
Dabei ist er vor allem ein Lauerjäger und liegt am Meeresboden, bis sich potenzielle Beutetiere seinem Kopf und den dort vorhandenen Hautlappen nähern. Diese werden durch ein rasches Öffnen des großen Mauls und den dabei entstehenden Unterdruck in das Maul gesaugt (Saugfresser). Nachts jagen die Haie auch aktiv, indem sie flach nahe dem Meeresboden schwimmen und aufgescheuchte Beutetiere fangen.
Vor allem die relativ kleinen Junghaie des Gemeinen Teppichhais können anderen Raubfischen oder Säugetieren als Nahrung dienen, dazu gehören auch die größeren Artgenossen. Sie schützen sich vor der Nachstellung vor allem durch ihre gute Tarnung sowie ihre Verstecke in Felsspalten oder unter Felsüberhängen. Werden die Tiere attackiert, werden sie aggressiv und schnappen nach dem Angreifer, wobei sie aufgrund des kräftigen Gebisses und der Zähne starke Wunden reißen können. Als Endoparasiten des Gemeinen Teppichhais sind mindestens 33 Bandwurmarten sowie der Fadenwurm Echinocephalus overstreeti bekannt.

### Fortpflanzung und Entwicklung

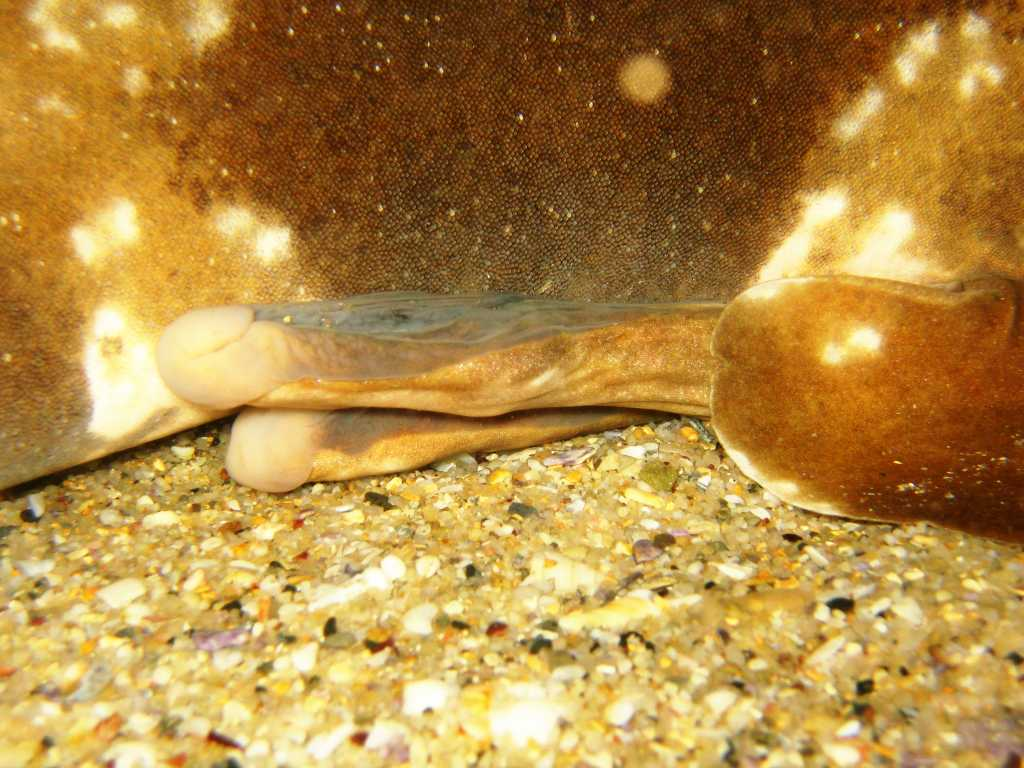
Die Klasper, die männlichen Begattungsorgane, eines Teppichhais. Rechts das Hinterende der dicken Brustflosse.

Über die Paarungszeit und die Fortpflanzungsgewohnheiten der Art ist nur wenig bekannt. Die Paarungszeit liegt bei Individuen in Gefangenschaft im Juli, während dieser Zeit kann es unter den Männchen zu Rivalenkämpfen kommen. Die Männchen werden durch Sexuallockstoffe (Pheromone) der Weibchen angelockt. Sie verbeißen sich im Bereich der Kiemen während der Begattung, bei der die großen Klasper des Männchens in die Kloake des Weibchens eingeführt werden. Es wird angenommen, dass die Haie polygyn sind, die Männchen also während der Paarungszeit mehrere Weibchen begatten.
Wie alle Teppichhaie ist auch der Gemeine Teppichhai lebendgebärend (ovovivipar), wobei sich die Eier bereits im Uterus vollständig entwickeln und die Junghaie kurz vor der Geburt noch im Mutterleib schlüpfen. Die Weibchen bringen nach einer unbekannten Tragzeit (bis zu zwei Jahre sind möglich) etwa 20 Jungtiere zur Welt, der bislang größte bekannte Wurf umfasste 37 Jungtiere. Die Größe der Junghaie liegt bei der Geburt bei etwa 20 cm. Die Jungtiere verlassen die Mutter direkt nach der Geburt und verstecken sich in tiefen Felsspalten oder in Gezeitentümpeln, um so unter anderem dem Fraßdruck durch größere Artgenossen zu entgehen. Wie andere Haie wachsen die Teppichhaie langsam und lebenslang, die Geschlechtsreife erreichen sie mit etwa 60 bis 120 cm.

## Systematik

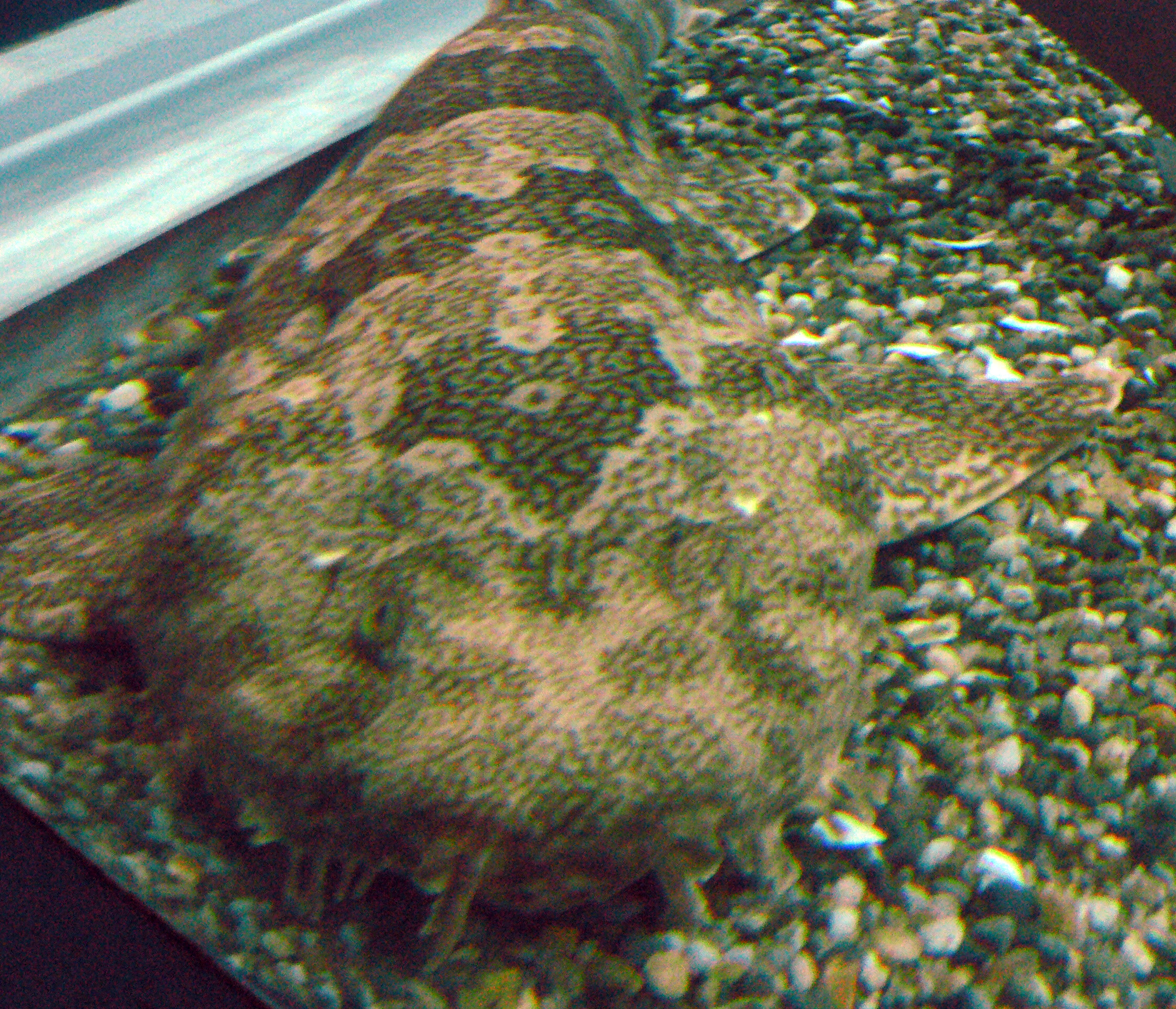
Ornament-Teppichhai (O. ornatus)

Der 1788 von Pierre Joseph Bonnaterre wissenschaftlich beschriebene Gemeine Teppichhai ist eine von aktuell acht bekannten Arten innerhalb der Gattung Orectolobus. Diese befindet sich aktuell in einer intensiven systematischen Bearbeitung, sodass Aussagen über die Verwandtschaftsverhältnisse innerhalb der Gattung nicht getroffen werden können. Mit dem erst 2006 beschriebenen Westlichen Teppichhai (O. hutchinsi) und den 2008 beschriebenen O. floridus und O. parvimaculatus wurden in den letzten Jahren drei neue Arten beschrieben, während der 1840 beschriebene und als Synonym zum Ornament-Teppichhai betrachtete O. halei 2006 wieder als eigenständige Art definiert wurde.

## Mensch und Teppichhaie
Obwohl es eine Reihe von dokumentierten Unfällen mit diesen sehr großen Haien gibt, werden sie allgemein als harmlos eingestuft. Unfälle mit Teppichhaien geschehen vor allem aufgrund der guten Tarnung der Tiere, durch die sie unbemerkt auf dem Meeresboden liegen. Menschen, die zufällig auf einen dieser Haie treten, werden im Affekt gebissen, während der Hai selbst zur Flucht ansetzt. Auch gefangene Teppichhaie beißen aggressiv zu, um sich zu befreien. Durch die mehrreihig stehenden, scharfen Zähne sind diese Bisse schmerzhaft und bei großen Haien auch mit sehr tiefen Wunden verbunden. In einigen dokumentierten Fällen haben die Opfer von Teppichhaibissen auch Gliedmaßen verloren. Welche Arten der großen Teppichhaie in den jeweiligen Fällen dafür verantwortlich waren, ist im Regelfall nicht nachvollziehbar.

### Fischerei
Der Gemeine Teppichhai wird gemeinsam mit anderen Teppichhaien in Australien aufgrund seines sehr begehrten Fleisches und des aus seiner Haut hergestellten Leders kommerziell gefischt und ist zudem häufiger Beifang in der Bodenfischerei. Innerhalb der letzten Jahrzehnte nahmen die Bestände aufgrund dieser Befischung stark ab, für die Küsten von New South Wales wurde dabei etwa ein Rückgang von über 60 % (gemeinsam mit dem Ornamentierten Teppichhai) in den Jahren 1990 bis 2000 festgestellt. In Süd- und Westaustralien sind die Fangzahlen geringer und die Populationen entsprechend weniger gefährdet.
Für die Krabben- und Hummerfischerei Australiens stellen Teppichhaie gefürchtete Schädlinge dar, weil sie sich in die Netze und Fallen begeben, um die Köder in diesen und die gefangenen Krebse zu fressen.

### Tourismus
Da Teppichhaie als teilweise sehr große und im Regelfall harmlose Haie in den Riffen vor allem für Taucher ein begehrtes Objekt sind, kann ihr Vorkommen in einigen Regionen einen positiven Effekt auf den Tourismus haben. Gemeinsam mit anderen Riffbewohnern stellen sie hier die Basis für einen zunehmenden Ökotourismus dar.

### Gefährdung und Schutz
In der Roten Liste der bedrohten Arten der International Union for Conservation of Nature and Natural Resources (IUCN) wird der Gemeine Teppichhai als Art nicht gefährdet („least concern“) eingestuft. Begründet wird des damit, dass es aktuell keine Hinweise auf einen Populationsrückgang der Art gibt und die derzeitigen Fangmengen relativ gering sind. In früheren Erhebungen 2003 und 2009 wurde der Hai dagegen als Art der „Vorwarnliste“ (near threatened) geführt. Regional, vor allem in New South Wales, waren die Bestände aufgrund des hohen Fischereidrucks sehr stark rückläufig, sodass der Hai hier teilweise auch als „gefährdet“ (vulnerable) eingestuft wurde. Die Art lebt innerhalb ihres relativ flachen Wasserbereichs standortgebunden und wurde in der kommerziellen und Freizeitfischerei als Zielart und als Beifang gefangen. In Neusüdwales gingen die Teppichhai-Fänge zwischen 1997/1998 und 2007/08 allerdings um mehr als 50 % zurück und stabilisierten sich danach auf etwa 20 Tonnen pro Jahr. Der als Anzahl der Fangtage gemeldete Fischereiaufwand ging zwischen 1990/91 und 2008/09 ebenfalls zurück, was dazu führte, dass die Fangrate von 1990/91 bis 2009 relativ konstant bei etwa 15 kg pro Fangtag lag. Seit September 2006 sind Teppichhaie in das tägliche Fanglimit für eine Liste von Haiarten auf eine Tonne für einen Zeitraum von 24 Stunden und zwei Tonnen für 48 Stunden oder mehr begrenzt. Mit neuen Bewirtschaftungsvorschriften wurde im Mai 2008 ein Tageslimit von sechs Teppichhaien eingeführt. Eine Mindestgrößenbegrenzung von 130 cm Gesamtlänge für den Gemeinen Teppichhai wurde zwischen 2008 und 2013 eingeführt und schützt die Junghaie. Obwohl die Mindestgrößenbegrenzung nicht mehr gilt, werden Teppichhaie nicht mehr im gleichen Umfang wie früher gefangen und die Bestände konnten sich erholen. In anderen australischen Bundesstaaten (Westaustralien, Queensland, Südaustralien und Victoria) werden keine Teppichhaie gefangen und die Beifangmengen sind gering.
Die Hauptbedrohung für die Bestände der Teppichhaie geht von dem lokal vor den Küsten Süd- und Westaustraliens sehr großen Fischereidruck aus, wobei die Tiere vor allem als Beifang gefangen werden. Die Speerfischerei, die vor allem von Aborigines betrieben wird, stellt keine Bedrohung für die Haie dar, da hierbei nur geringe Individuenzahlen gefangen werden. Die Lederindustrie verwendet aktuell kaum Häute von Teppichhaien. Inwieweit sich Lebensraumzerstörungen auf die Teppichhaie auswirken, ist weitgehend unbekannt; vor allem der Rückgang von Seegraswiesen und die Verschmutzung der Ästuare, die eine Rückzugsmöglichkeit der Junghaie darstellen, könnten einen negativen Effekt auf die Bestandsentwicklung haben.
Der Lebensraum einiger Teppichhaie liegt in den vorhandenen Schutzgebieten, die für den Sandtigerhai (Carcharias taurus) eingerichtet wurden, außerdem kommen Gemeine Teppichhaie in den Schutzgebieten Julian Rocks Aquatic Reserve, Solitary Islands Marine Park, Fly Point-Halifax Park Aquatic Reserve und Jervis Bay Marine Park vor. Weder im United States Endangered Species Act noch in den Anhängen des Washingtoner Artenschutz-Übereinkommen (CITES) werden Teppichhaie als gefährdet aufgeführt.

## Belege
1. 1 2 3 4 5 6 7 8 9 10 11 12  Tanya Dewey, Todd Szcodronski: Orectolobus maculatus im Animal Diversity Net. Abgerufen am 3. November 2008
2. 1 2 3 4 5 6  Campagno et al. 2002
3. ↑  Peter R. Last, Justin A. Chidlow, Leonard J.V. Compagno: A new wobbegong shark, Orectolobus hutchinsi n. sp. (Orectolobiformes: Orectolobidae) from southwestern Australia. Zootaxa 1239, 2006; S. 35–48. (Volltext; PDF; 15 kB)
4. 1 2  Peter R. Last, Justin A. Chidlow: Two new wobbegong sharks, Orectolobus floridus sp. nov. and O. parvimaculatus sp. nov. (Orectolobiformes: Orectolobidae), from southwestern Australia. Zootaxa 1673, 2008; S. 49–67. (Volltext)
5. ↑  Charlie Huveneers: Redescription of two species of wobbegongs (Chondrichthyes: Orectolobidae) with elevation of Orectolobus halei Whitley 1940 to species level. Zootaxa 1284, 2006; S. 29–51. (Volltext; PDF; 18 kB)
6. 1 2 3 4 5 6 7 8  Orectolobus maculatus in der Roten Liste gefährdeter Arten der IUCN 2020. Eingestellt von: C. Huveneers, D.A. Pollard, I. Gordon, A.A. Flaherty, J. Pogonoski, 2015. Abgerufen am 9. Juni 2020.